# Øyjord
Øyjord est une localité du comté de Troms, en Norvège.

## Géographie
Administrativement, Øyjord fait partie de la kommune de Lenvik.